# Савинский, Александр Александрович
Александр Александрович Савинский (1868—1934) — русский дипломат.

## Биография
Сын ковенского мелкого землевладельца и дельца.
Окончил юридический факультет Петербургского университета. Отбывал воинскую повинность в Конногвардейском полку.
На службе в МИД с 1891 года. Чиновник департамента личных и хозяйственных дел (1892). Сверхштатный чиновник (1895), 1-й секретарь (1900), вице-директор канцелярии МИД. Чиновник особых поручений при министре (1904). Директор канцелярии МИД (1905).
По воспоминаниям В. Б. Лопухина, Савинский был особенно близок к министру иностранных дел Ламсдорфу, что порождало невыгодные для него слухи в обществе, так что некоторые лица в министерстве и обществе стали сторониться Савинского. Положение его в министерстве и обществе улучшилось с уходом Ламсдорфа с поста министра.
При министре Извольском принимал участие в работе комиссии по пересмотру структуры центральных учреждений МИД под председательством Н. В. Чарыкова.
Посланник в Швеции (1911—1913) и Болгарии (1913—1915). Умер в эмиграции в Париже.

## Сочинения
- A. Savinsky. Recollections of a Russian Diplomat. London, Hutchinson, 1927. Русский перевод: Савинский А. А. Воспоминания русского дипломата М.: Кучково поле Музеон, 2022.